# Inoue Jo
Inoue Jo (井上 丈 Inoue Jo, sinh ngày 21 tháng 5 năm 1994, ở Toyama) là một cầu thủ bóng đá người Nhật Bản thi đấu cho Grulla Morioka.

## Thống kê câu lạc bộ
Cập nhật đến ngày 23 tháng 2 năm 2018.
| Thành tích câu lạc bộ | Thành tích câu lạc bộ | Thành tích câu lạc bộ | Giải vô địch | Giải vô địch | Cúp                   | Cúp                   | Tổng cộng | Tổng cộng |
| Mùa giải              | Câu lạc bộ            | Giải vô địch          | Số trận      | Bàn thắng    | Số trận               | Bàn thắng             | Số trận   | Bàn thắng |
| Nhật Bản              | Nhật Bản              | Nhật Bản              | Giải vô địch | Giải vô địch | Cúp Hoàng đế Nhật Bản | Cúp Hoàng đế Nhật Bản | Tổng cộng | Tổng cộng |
| --------------------- | --------------------- | --------------------- | ------------ | ------------ | --------------------- | --------------------- | --------- | --------- |
| 2015                  | Grulla Morioka        | J3 League             | 8            | 0            | 1                     | 0                     | 9         | 0         |
| 2016                  | Grulla Morioka        | J3 League             | 14           | 2            | 0                     | 0                     | 14        | 2         |
| 2017                  | Grulla Morioka        | J3 League             | 11           | 0            | 1                     | 0                     | 12        | 0         |
| Tổng cộng sự nghiệp   | Tổng cộng sự nghiệp   | Tổng cộng sự nghiệp   | 33           | 2            | 2                     | 0                     | 35        | 2         |